# Velký encyklopedický slovník
Velký encyklopedický slovník (rusky Большой энциклопедический словарь) je univerzální jednodílný encyklopedický slovník.

## Vydání
Slovník vydávaný nakladatelstvím „Большая Российская энциклопедия (Velká ruská encyklopedie)“ vyšel v letech:
- 1991 (1. vydání);
- 1997 (2. vydání, přepracované a doplněné);
- 2002 (2. vydání, přepracované a doplněné, s ilustracemi; ISBN 5-85270-160-2, ISBN 5-7711-0004-8).

Slovník zahrnuje asi 80 000 hesel, z toho přibližně 20 000 biografií. Formát svazku je 84×108/16, objem 152,88 tiskových listů (1456 stran ve vydáních z roku 1997 a 2002). Hlavním redaktorem je akademik A. M. Prochorov.
Slovník je pokračováním vydání Sovětského encyklopedického slovníku“ po rozpadu SSSR, v rámci vzdělávání nakladatelstvím „Velká ruská encyklopedie“. Slovník se prezentuje jako univerzální informační vydání, zahrnující všechny oblasti současného poznání, ale zvláštní pozornost je věnována zároveň výkladu problematiky z pohledu nového samostatného Ruska.

Na údajích Velkého encyklopedického slovníku je založena také elektronická verze „Encyklopedie Cyrila a Metoděje“.